# Estrella Olariaga
Estrella Olariaga (Alicante, 1980) actriz española, hija del cantante gallego, Germán Olariaga, del grupo Los Tamara.

## Biografía
A los cuatro años comienza sus estudios artísticos en el Conservatorio Oficial de Música y Danza, entrando a formar parte de manera estable a los ocho años en la compañía perteneciente al Ateneo de Alicante. 
Se traslada a Madrid en el año 1999 para continuar sus estudios de interpretación y canto, formándose con maestros como John Strasberg, Juan Carlos Corazza realizando posteriormente el máster de interpretación para cámara en la Central de Cine.
De padres gallegos y con ascendencia vasca, Estrella habla gallego, valenciano e inglés y domina varios acentos como el andaluz o el catalán. 
Actualmente forma parte del reparto fijo de la serie de movistar plus Vergüenza junto a Francisco Reyes, Javier Guitiérrez y Malena Alterio.

## Cine y televisión
- Vergüenza ( Dir. Juan Cavestany y Álvaro Fernández Armero)
- La Fièvre (Dir. José María Flores)
- Cara al Sol, videoclip ( Mea Vulva Producciones)
- Famili (Mea Vulva Producciones)
- Zelda Zonk (Mea Vulva Producciones)
- Buzón de Voz, Spin-off Serie Crossover (Festival de Series Canal+)
- D. O. ( Producciones Sibilinas)
- Mi museo favorito ( David Muñoz)
- Fucsia (Hiperfocal Producciones)
- Zumbidos, Serie ( Producciones The Moskito Films)
- Reality ( Contrampaycarton Producciones)
- Puertas Abiertas (Dir. Chus Gutiérrez)
- Sentidas Condolencias ( Pisacongarbo Producciones)
- 8 semanas, serie (Dir. M. Huergo-Raquel Serrano)
- El mundo de Ella( Dir. Gala Gracia)
- Mondo Difficile, serie (Dir. Juan Antonio Ramírez)
- Código Fuego, serie (Dir. Eva Lesmes Antena 3)
- En fiestas (Dir. M. Amor)

## Teatro
- Amor Fati o Cómo Llegué a Operarme de Glaucoma (Teatro de las Culturas)
- Olivero y la Tormenta (El Pavón Teatro Kamikaze)
- Se nos va la luz (Microteatro por Dinero)
- Entresombras (El Escondite Teatro)
- Insert Coin ( El Escondite Teatro)
- Angustias (Microteatro por Dinero)
- Se buscan emprendedores (Teatro Reina Sofía)
- Permanezca a la espera ( Microteatro El Apartamento)
- España, circo de variedades Cabaret (Selectos Puraenvidia)
- Sobre Ruedas (Microteatro por Dinero)
- Autocracia (Microteatro por Dinero)
- En el aire (Microteatro por Dinero)
- Kafka de la vafka (Microteatro por Dinero)
- Lectura dramatizada "García Lorca",( C.C. El Campello)
- Sí, pero no lo soy de Alfredo Sanzol (Teatro Almadraba)
- Insepultus (Teatro Almadraba)
- Sueño de una noche de verano (Teatro Almadraba)
- Las zapatillas grandes (Fórum Barcelona)
- Quiero ser como tú (La Semilla)
- Robin Hood ( La Semilla)

## Publicidad
- PAES, Páginas Amarillas Campaña Promocional Movistar Campaña StoryBoard